# Patrice Pellerin
Pour les articles homonymes, voir Pellerin.
Patrice Pellerin est un auteur et dessinateur de bande dessinée, né à Brest le 2 novembre 1955. Il est surtout connu pour sa série d'aventure maritime L'Épervier, publiée depuis 1994 par Dupuis.
Auteur aussi méticuleux qu'imaginatif, Pellerin est considéré comme un des principaux dessinateurs réalistes francophones contemporains.

## Biographie

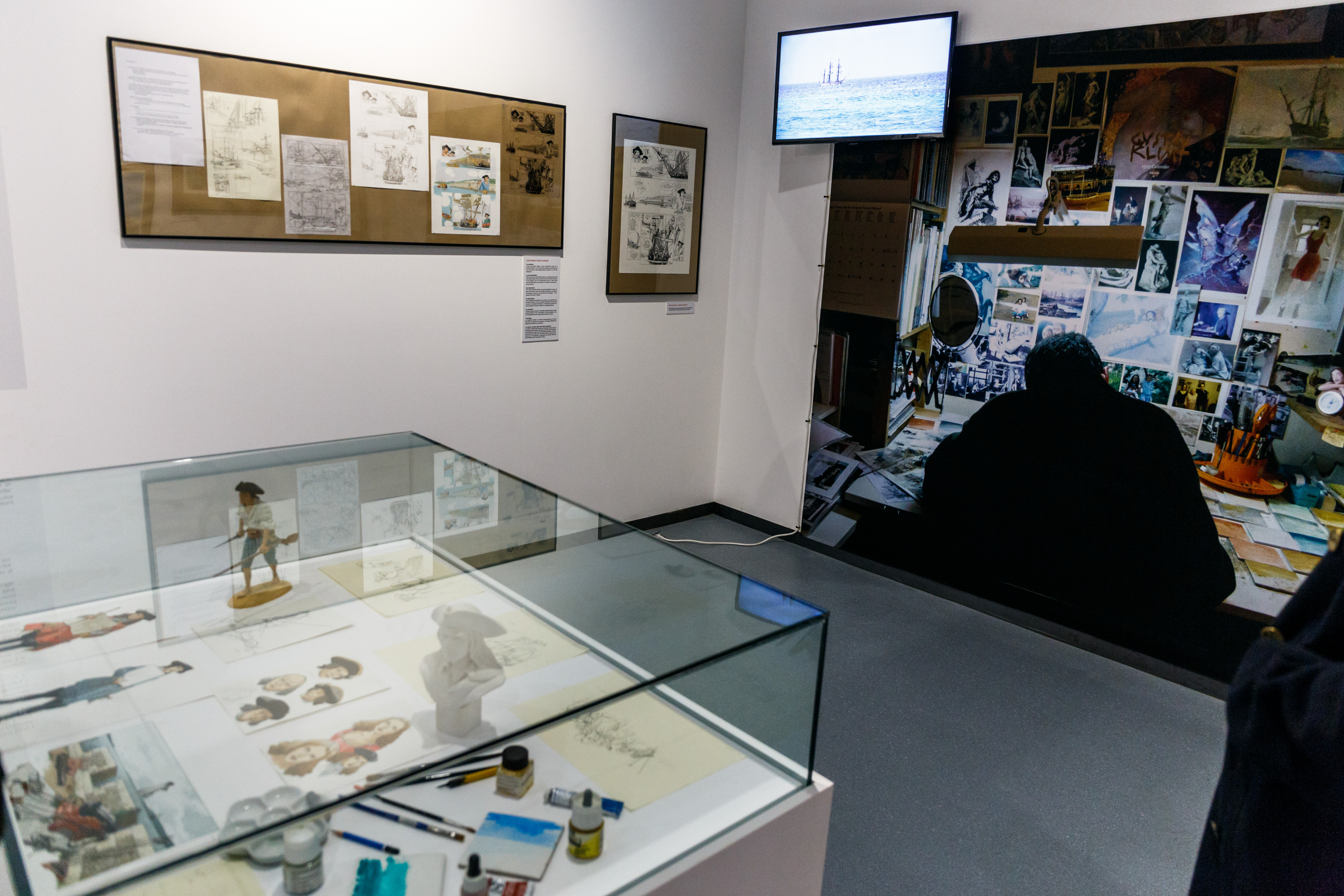
Exposition L'Épervier aux Capucins à Brest en 2017.

Né à Brest le 2 novembre 1955, fils du préfet de Haute-Saône à Vesoul qui ne restait jamais longtemps dans la même région, Patrice Pellerin a vécu dans vingt-deux villes différentes et même durant trois ans à Madagascar, avant de s’installer à Lampaul-Guimiliau, non loin de la mer qui offre son décor aux personnages qu’il crée.
Autodidacte, il se forme auprès de Pierre Joubert et débute comme dessinateur professionnel en 1977, d'abord pour les Éditions Ouest-France, ensuite les Editions Alsatia et la collection Signe de piste, puis pour Hachette, pour lesquels il signe principalement des illustrations didactiques ou historiques. Il crée cependant la bande dessinée Toukoune et Dijou dans Jeunes Années Magazine.
Il entre en bande dessinée en 1982 en dessinant un épisode de la série de pirate Barbe-Rouge, écrit par le Belge Jean-Michel Charlier. Il en réalise un autre épisode en 1987-1988.
En 1985, il crée avec Jean-Charles Kraehn, la série médiévale Les Aigles décapitées, dont ils réalisent trois épisodes avant que Pellerin n'abandonne la série.
En 1994, Spirou publie le premier épisode de sa série historique L'Épervier consacrée au chevalier Yann de Kermeur, corsaire français du XVIIIe siècle et ancien pirate.

## Publications
- Barbe-Rouge (dessin), avec Jean-Michel Charlier (scénario), Novedi :

22. Trafiquants de bois d'ébène, 1983.
25. Les Révoltés de la Jamaïque, 1987.
- Les Aigles décapitées (scénario), avec Jean-Charles Kraehn (dessin), Glénat :

1. La Nuit des jongleurs, 1986.  (ISBN 2-7234-2908-3)
2. L'Héritier sans nom, 1987.  (ISBN 2-7234-2518-5)

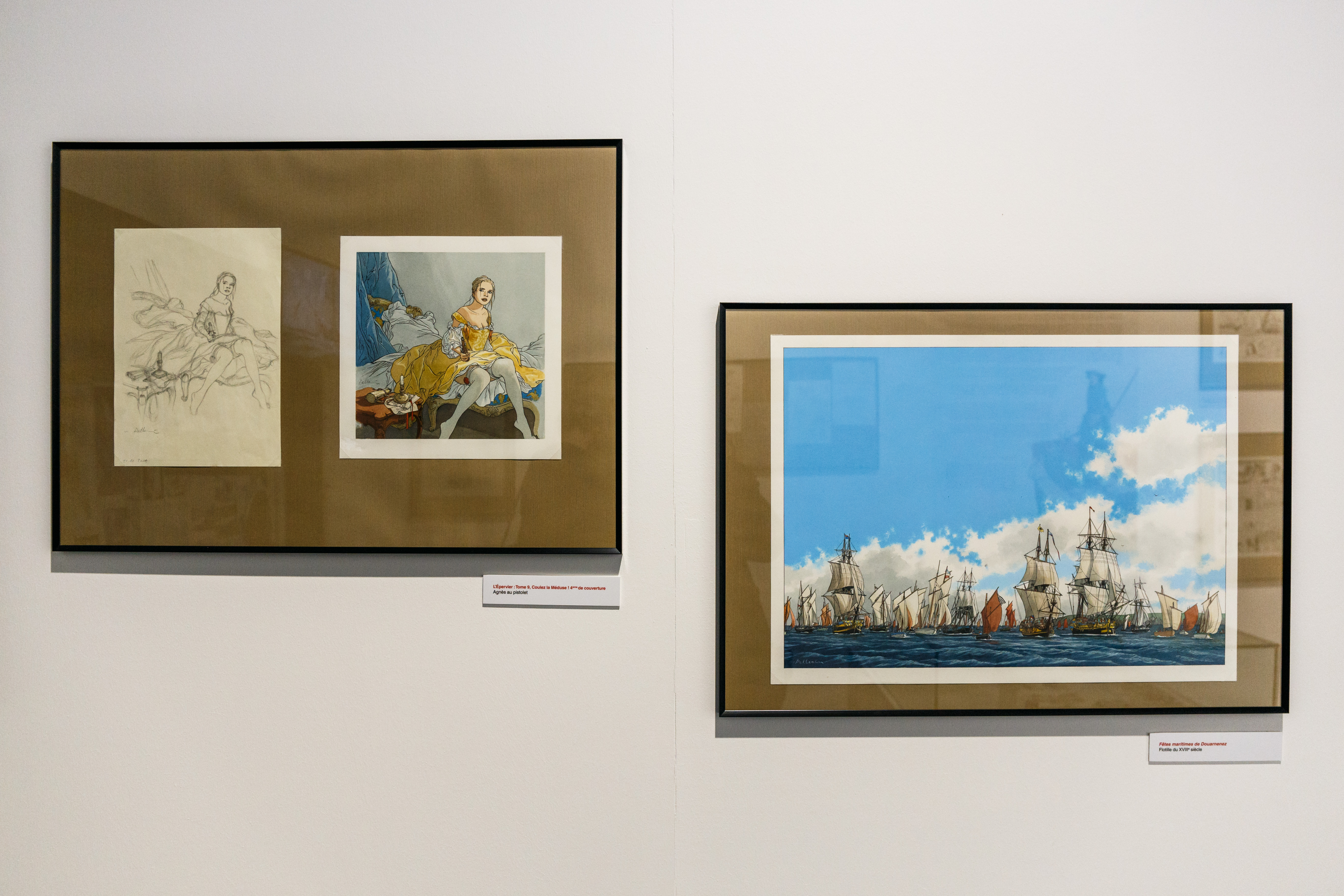
Planches de L'Épervier (tome 9)

3. Les Éperons d'or, 1988.  (ISBN 2-7234-2504-5)

- L'Épervier :

1er Cycle : Dupuis, coll. Repérages
1. Le Trépassé de Kermellec, 1994  (ISBN 978-2-8001-2053-9)
2. Le Rocher du crâne, 1995  (ISBN 978-2-8001-2178-9)
3. Tempête sur Brest, 1997  (ISBN 978-2-8001-2347-9)
4. Captives à bord, 1999  (ISBN 978-2-8001-2850-4)
5. Le Trésor du Mahury, 2001  (ISBN 978-2-80013122-1)
6. Les Larmes de Tlaloc, 2004  (ISBN 978-2-8001-3390-4)
HS. Archives Secrètes, 2006  (ISBN 978-2-8001-3825-1)
HS. L'Epervier, secrets de tournage, 2011  (ISBN 978-2-8001-4957-8)
2nd Cycle : Soleil, coll. Quadrants
1. La Mission, 2009  (ISBN 978-2-302-00391-0)
2. Corsaire du Roy, 2012  (ISBN 978-2-302-01722-1)
3. Coulez la Méduse !, 2015  (ISBN 978-2-302-04846-1)
4. La Princesse indienne, 2020  (ISBN 978-2-3020-7903-8)
5. Redcoat, parution 2025
6. Titre non-connu, parution 2026
HS. Les escales d'un corsaire, 2013  (ISBN 978-2-3020-3144-9)
HS. Les années d'apprentissage - Les racines de L’Épervier, Éditions i, 2024

## Prix
- 2009 : Prix Haxtur de la meilleure histoire longue pour L'Épervier
- 2015 : Victoire de la Bretagne de l'artiste de l'année
- 2016 : Prix Historia de la bande dessinée historique pour L'Épervier.